# 雷音 (曲)
「雷音」（らいおん）は、ジンの1枚目のシングル。

## 概要
2006年8月2日に発売された。デビュー作がミニアルバムであるため、今作が初のシングルとなる。初回プレス盤特典として、アニメオリジナルワイドステッカー仕様（長帯仕様）となっている。
オリコンシングルチャートで初登場30位、最高位29位を記録した。発売翌々週の2006年8月18日放送のテレビ朝日系『ミュージックステーション』に出演した。
タイトル曲「雷音」はインディーズ時代にコンピレーションアルバム『ALIVE』（現在廃盤）の収録曲のうちのひとつとして音源化されたものであり、今作でシングルとして発表される以前古くから楽曲自体は存在する。カップリング曲2曲は後に、アルバム『レミングス』にて、Other sideとしてアルバムバージョンで再収録されている。

## 収録曲
全作詞・作曲・編曲：ジン
1. 雷音
  - MBS・TBS系全国ネットアニメ『BLOOD+』オープニングテーマ
2. 四季彩彩
3. 26